# Vigna nakashimae
Vigna nakashimae là một loài thực vật có hoa trong họ Đậu. Loài này được (Ohwi) Ohwi & H.Ohashi miêu tả khoa học đầu tiên.